# Teletón 2016 (Chile)
La Teletón 2016 fue la vigésima octava versión de la campaña solidaria que se realizó en Chile, la cual buscó recaudar fondos para la rehabilitación de niños con deficiencias motrices. Se realizó desde el Teatro Teletón a partir de las 22:00 h del viernes 2 hasta las 20:57 h del sábado 3 de diciembre, desde el Estadio Nacional Julio Martínez Prádanos desde las 22:00 h en su recta final. El último cómputo a las 23:51 fue de $ 32 040 179 848, es por eso que esta versión se transformó en la menos extensa en la historia de la Teletón, puesto que duró cerca de 25 horas y 51 minutos de transmisión ininterrumpida. El niño símbolo o «embajador» de esta edición fue Vicente Jopia.
El lema de esta edición fue «El abrazo de Chile», aludiendo a la necesidad de unión en medio de un escenario de crisis económica, sumado a una creciente polarización política y social, situación que se puso de manifiesto con el escaso entusiasmo presente durante la jornada.[cita requerida] A eso de las 20:57 del 3 de diciembre solo se había recaudado la mitad de la meta (una hora antes, era poco más de un tercio), por lo que incluso se pensó que esta podría no ser alcanzada. A las 23:51 del domingo 4 de diciembre, y luego de 25 horas y 51 minutos de transmisión ininterrumpida, el monto recaudado durante la jornada solidaria fue de CL$ 32 040 179 848 (US$ 47 826 589,06), superando en un 4,7 % la meta propuesta. El 29 de diciembre, el gerente general del Banco de Chile Eduardo Ebensperger, el presidente del Directorio de la Fundación Teletón Humberto Chiang y la directora ejecutiva Ximena Casajeros, entregaron la cifra final alcanzada en esta campaña, llegando al total de CL$ 36 079 639 839 (US$ 53 856 317,79), que representa un 17,9 % por sobre la meta trazada.

## Campaña

### Lanzamiento
El lanzamiento oficial de la campaña fue el 30 de septiembre en el Instituto de Rehabilitación Infantil Teletón en Santiago, cercano al Metro Ecuador. Fue conducido por Mario Kreutzberger, Tonka Tomicic, Katherine Salosny, Ignacio Franzani, entre otros animadores de los canales de la televisión chilena, y se presentó el himno de la campaña, que incluye el lema Teletón, el abrazo de Chile, interpretado por Power Peralta. Además, se presentó Noche de Brujas junto con los niños y jóvenes parte de la Unidad de terapia musical.

### Antecedentes
El 4 de noviembre durante una reunión de trabajo que se llevó a cabo en el Hotel Sheraton, Patricio López, coordinador general del evento televisivo, dio a conocer que este año se pondrá especial acento en la participación ciudadana con actividades como «La gran fiesta de Chile» que se realizará en plena Plaza de Armas con animación y números musicales. Será la primera vez que la obertura de la jornada solidaria sale del Teatro Teletón, pues la idea es que Mario Kreutzberger dé el puntapié inicial estando cerca de la gente y motivando desde la calle a sumarse a las 27 horas de amor.

«El objetivo es que en todo el país se sienta y se viva una verdadera fiesta de la solidaridad; que logremos transmitir que ésta es una obra de todo Chile. Y qué mejor que hacerlo desde el kilómetro cero y desde allí irradiar entusiasmo al resto del país».
Mario Kreutzberger

El 17 de noviembre se confirmaron nuevos artistas que actuarán en la jornada solidaria. Sobre los avances en cuanto al programa televisivo, la directora ejecutiva de Fundación Teletón, Ximena Casarejos, señaló que: 

«Estamos trabajando para hacer un programa entretenido y participativo. Tenemos música de distintos gustos y estilos, despachos con Chile movilizado y las historias de vida,  que demuestran el valor del trabajo que hacemos. Queremos la Teletón se viva en la calle, en el barrio, con la familia. Queremos abrazar la alegría de ser un país solidario y que los chilenos que viven en el extranjero, o los extranjeros que viven en Chile, se abracen con nosotros y vivamos una vez más el espíritu de esta obra, que es un orgullo para el país, este 2 y 3 de diciembre».
Ximena Casarejos.

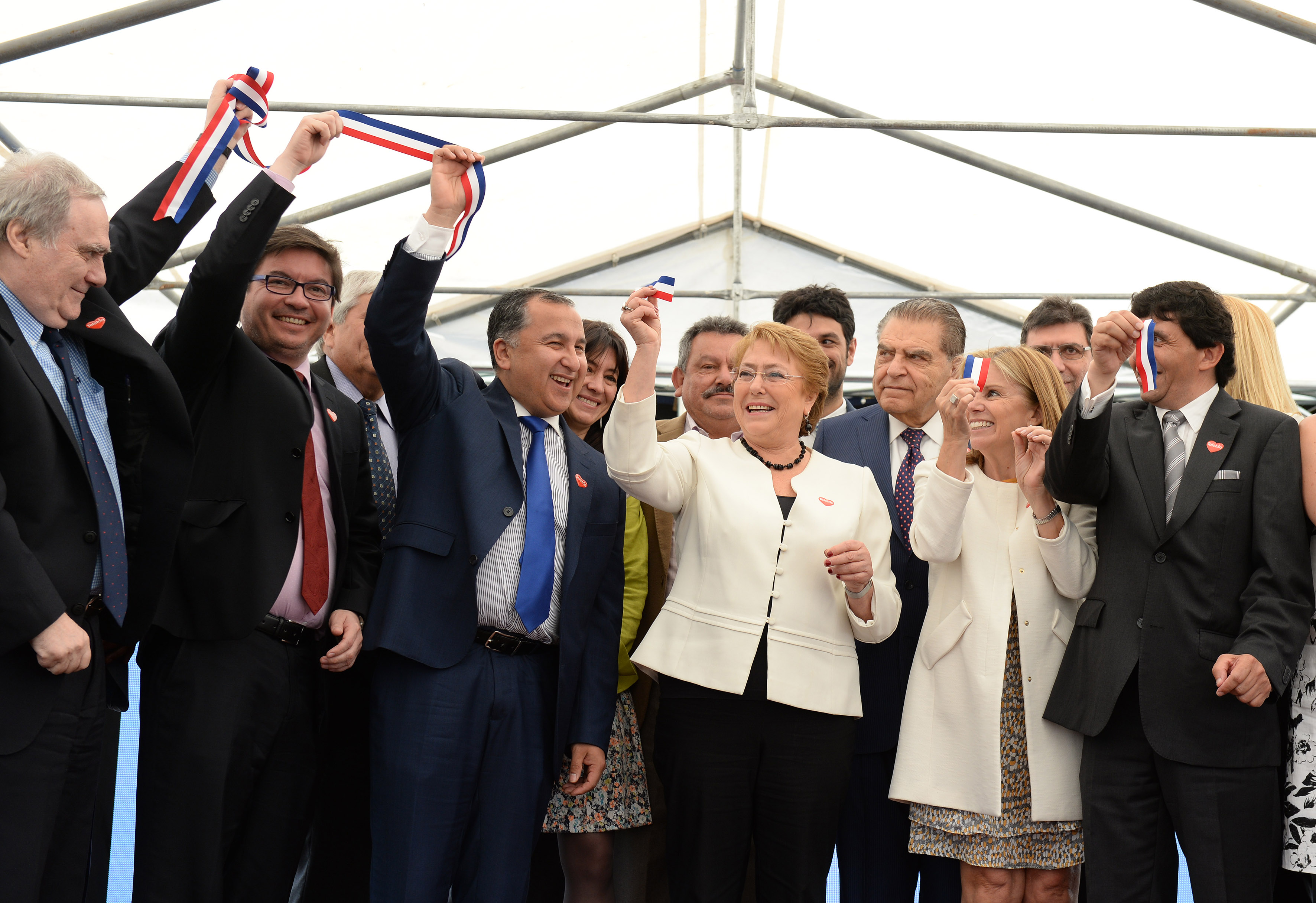
Inauguración del instituto de Teletón en Valdivia.

El 22 de noviembre se inauguró el instituto Teletón de Valdivia, ceremonia que contó con la presencia de la presidenta Michelle Bachelet y otras autoridades.
Los días 28 y 29 de noviembre se entregaron las entradas en las dependencias del Teatro Teletón, Estadio Nacional y Teatro Caupolicán. Las personas que llegaron a retirar las entradas pudieron acceder a dos boletos de manera gratuita, y que quedó, según la organización, estrictamente prohibida su venta. Se pusieron a disposición 2400 tickets para el teatro mientras que para el bloque de cierre en el estadio fueron 20 000 boletos y que se agotaron durante los dos días que duró la entrega de entradas.
Por segunda versión consecutiva, se realizó a las 11:00 h del viernes 2 de diciembre la «Matinatón». Los programas matinales Bienvenidos (Canal 13), Muy buenos días (TVN), Mucho gusto (Mega), La mañana (Chilevisión) y Hola Chile (La Red) se juntaron en las horas previas a la cruzada solidaria para realizar este bloque especial junto con Don Francisco. En esta oportunidad, el equipo de Mucho gusto fue el anfitrión.

### Gira Teletón
La gira comenzó el 9 de noviembre y fue transmitida vía streaming por el sitio web de la Teletón y también vía Facebook Live. En su tramo norte, la gira realizó actos en las ciudades de:
- Arica: 9 de noviembre
- Iquique: 10 de noviembre
- Antofagasta: 11 de noviembre
- Copiapó: 12 de noviembre
- La Serena: 13 de noviembre

Tras un breve descanso, la delegación retomó su periplo hacia el sur en el llamado «tren de la solidaridad». El tramo comprendió las ciudades de:
- Talca: 16 de noviembre
- Concepción: 17 de noviembre
- Temuco: 18 de noviembre
- Valdivia: 19 de noviembre
- Puerto Montt: 20 de noviembre

Los artistas que se presentaron en esta gira son: Noche de Brujas, Megapuesta, Sinergia, Eyci and Cody, Guachupé, Los Viking's 5, entre otros. Todos ellos estuvieron acompañados por los presentadores Karen Doggenweiler, Eduardo Fuentes, Rafael Araneda, Luis Jara, Karol Lucero, entre otros.
Además, y como ya es tradición desde la gira del año 2012, se hicieron algunas paradas de día en ciudades intermedias, en donde parte de la delegación realizó presentaciones. Estos «mini shows» se efectuaron en:
- Rancagua, Rengo, San Fernando y Chimbarongo: 16 de noviembre
- Linares, Parral, Chillán y San Rosendo: 17 de noviembre
- Renaico, Collipulli y Victoria: 18 de noviembre
- San José de la Mariquina y Máfil: 19 de noviembre
- Osorno: 20 de noviembre

## Participantes
| - J Balvin - Prince Royce - Río Roma - Toco Para Vos - Alkilados - Cali y El Dandee - Gente de Zona - Diego Topa - Luciano Pereyra - Américo - Luis Jara - Valentín Trujillo - Power Peralta (intérprete del himno oficial «El abrazo de Chile») - C-Funk - Loreto Canales - Denise Rosenthal - Augusto Schuster - Consuelo Schuster - Luis Pedraza - Chancho en Piedra - Tommy Rey - Sonora Palacios - Franco de Vita - Paty Cantú - Jorge González - Orfeón de Carabineros de Chile - Los del Río - Daniela Castillo - Douglas - Juan David Rodríguez - Johnny Sky - Los Viking's 5 | - Kudai - La Combo Tortuga - Tomo como Rey - Sepamoya - Garras de Amor - Mario Guerrero - Leo Rey - Cachureos - Cantando aprendo a hablar - El circo de Pastelito y Tachuela Chico - La Otra Fe - Simoney Romero - Leandro Martínez - Carolina Soto - Álvaro Véliz - Lucía Covarrubias - Paloma Soto - Francisca Sfeir - Hueso Carrizo - Bafochi - Inti-Illimani Histórico - Madvanna - María Colores - Rigeo - Nahuel Pennisi - Noche de Brujas - Jordan y tú | - Mario Kreutzberger Don Francisco - Cecilia Bolocco - Eduardo Fuentes - Diana Bolocco - Martín Carcamo - Javiera Contador - Kike Morandé - Karen Doggenweiler - Tonka Tomicic - Carolina de Moras - Martín Carcamo - Katherine Salosny - Rafael Araneda - Luis Jara - Cristián Sánchez - José Miguel Viñuela - Ivette Vergara - Carmen Gloria Arroyo - Julia Vial - Jean Philippe Cretton - José Antonio Neme - Juan Carlos Valdivia - Scarleth Cárdenas - Gonzalo Ramírez - Ignacio Franzani - Sergio Lagos - Nicolás Copano (Teletón Live) - Javiera Icaza (Teletón Live) - Nachito Pop (Teletón Live) - Catalina Edwards - Juan Pablo Queraltó - Karen Bejarano | - Andrea Aristegui - Eduardo de la Iglesia - Paulo Ramírez - Daniel Valenzuela - Eugenia Lemos - Fernando Godoy (Regiones de Arica-Parinacota y de Tarapacá) - Íngrid Cruz (Región de Antofagasta) - Carolina Arregui (Región de Atacama) - Jennifer Warner (Regiones de Coquimbo y Valparaíso) - Leo Caprile (Región Metropolitana) - Ignacio Gutiérrez (Regiones de O'Higgins y del Maule) - Karol Lucero (Regiones del Bío-Bío y de La Araucania) - Carolina Mestrovic (Regiones de Los Ríos y de Los Lagos) - Óscar Álvarez (Regiones de Aysén y de Magallanes) - Francisco Saavedra (Antártica, Isla de Pascua, Archipiélago Juan Fernández; Aplicatón) - ADN Radio Chile - Radio Cooperativa - Radioactiva - Play FM - Romántica FM - Oasis FM - Sonar FM - Tele13 Radio - Radio Carolina - Radio La Clave - Disney Chile |

## Transmisión

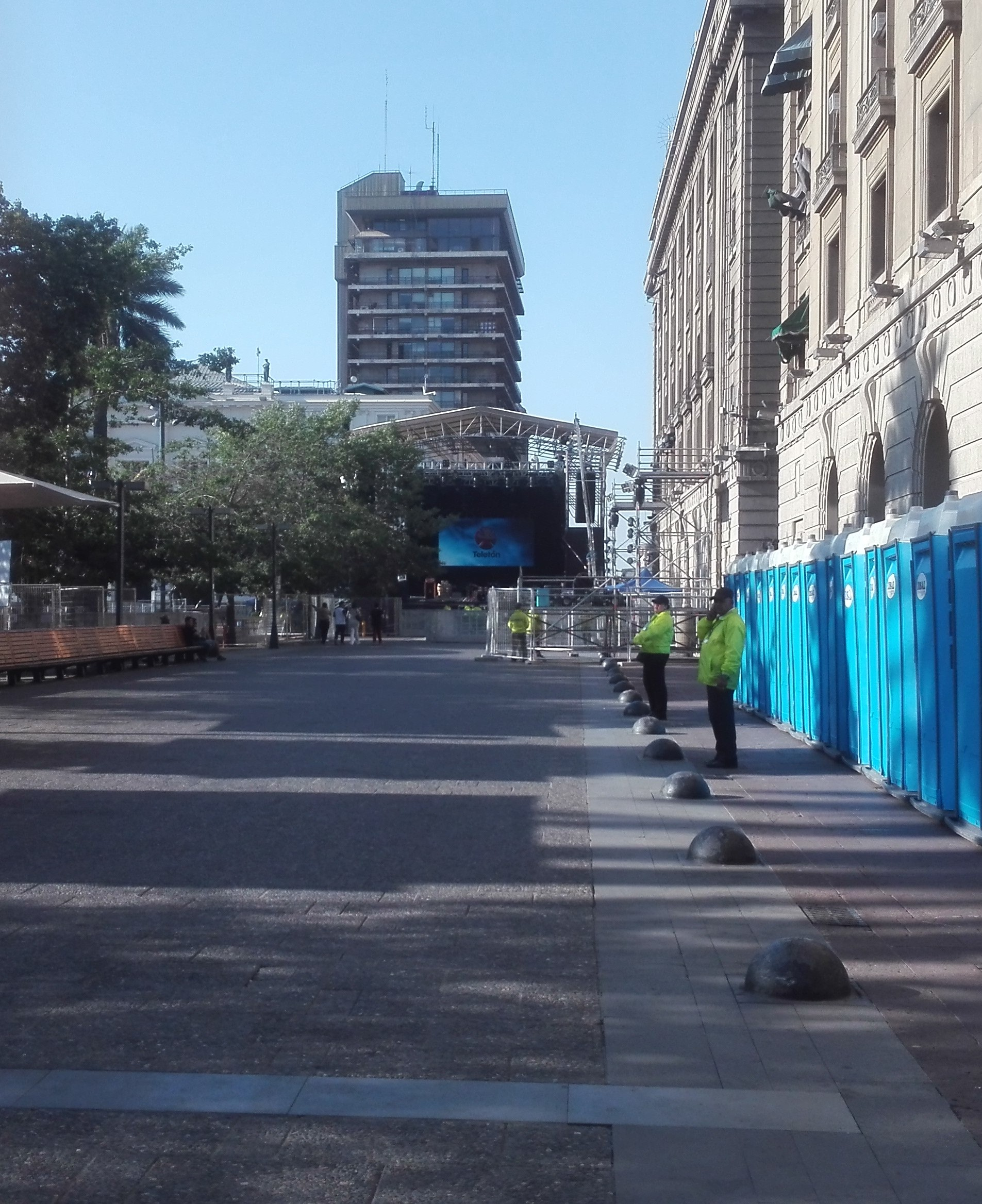
Escenario ocupado en la obertura del evento en la Plaza de Armas de Santiago.

La transmisión del evento se realizó en conjunto por todos los canales de televisión agrupados en ANATEL: 
- Telecanal
- La Red
- UCV Televisión
- TVN/TV Chile
- Mega
- Chilevisión
- Canal 13/13i

El 17 de julio de 2014, La Red renunció a su afiliación a ANATEL, sin embargo se mantiene en la transmisión de la Teletón.
Como novedad en la transmisión de esta versión se presentó la «Teletón Live», experiencia en vivo a través de Facebook Live que permitió seguir la Teletón con un formato alternativo, con despachos desde regiones, mostrando la participación de la gente y revelando ángulos diferentes a la cobertura de la transmisión televisiva. Dentro de «Teletón Live» destacaron «La previa del Teatro Teletón» y «Calentando el Estadio», ambas instancias a cargo de Nicolás Copano y Javiera Icaza. Así, dos horas antes del inicio de la Teletón, se conocieron detalles sobre la jornada solidaria, y misma situación sucedió el sábado 3 cuando cerca de las 21:00 horas y por espacio de una hora, los anfitriones mostraron el ambiente del Estadio Nacional previo al cierre de la maratón solidaria.

### Programación
El evento estuvo compuesto por los siguientes bloques:
| Horario                                | Bloque           | Contenido y presentaciones musicales |
| -------------------------------------- | ---------------- | --- |
| 22:00 - 02:17                          | Obertura         | La transmisión dio inicio con un vídeo de saludo de los canales asociados a ANATEL. Después de esto, se mostró un breve cuadro teatral protagonizado por los niños Diego Guerrero (actor de Sres. Papis) y Vicente Jopia (embajador de la campaña). La Plaza de Armas de Santiago y el Teatro Teletón fueron los lugares en que se dio comienzo a las llamadas «27 horas de amor». En el kilómetro 0 de Chile estuvieron liderando el evento Cecilia Bolocco y Eduardo Fuentes y aquel punto de la capital fue el marco para la obertura de la campaña solidaria. Ya en el teatro, Mario Kreutzberger entregó su tradicional discurso de bienvenida y motivación. La Presidenta Michelle Bachelet entregó su discurso ante los asistentes al teatro motivando a los chilenos a colaborar. Se exhibió un vídeo en donde se mostraron todos los auspiciadores de la campaña. - Presentaciones musicales: - Valentín Trujillo, Denise Rosenthal, Luis Jara con su hijo Cristóbal, e Isidora Guzmán — «Dale alegría a mi corazón» (Plaza de Armas) - Américo junto con su hija Dominga — «Sólo le pido a Dios» (Plaza de Armas) - Luis Pedraza y Cami — «Alas» (Plaza de Armas) - Consuelo y Augusto Schuster — «Ser mejor» (Plaza de Armas) - Power Peralta, Loreto Canales y C-Funk — «El abrazo de Chile» (himno de la campaña) - Gente de Zona y Los del Río — «Macarena» - Orfeón de Carabineros de Chile con Miguel Ángel Pellao, Daniela Castillo, Douglas y Juan David Rodríguez — Medley de Juan Gabriel - Sonora Palacios y La Sonora de Tommy Rey — Medley («Galeón español», «La parabólica», «Agua que no has de beber», «Daniela», «La arañita», «Tite», «La peineta») (Plaza de Armas) - Johnny Sky — «Quiéreme» - Chancho en Piedra — Medley |
| 02:17 - 06:47                          | Noche Teletón    | Bloque de trasnoche que presentaron Diana Bolocco, Martín Carcamo, Javiera Contador y Kike Morandé, cuyos segmentos fueron: - Humor: Sección a cargo de «El Muro Teletón», con la participación del elenco de Morandé con compañía y con la actuación especial de todos los conductores del bloque y de Cristian Sánchez. - Vedetón: Tradicional segmento de trasnoche, que en este año se transformó en una vedetón mixta, llamada «Parejas en llamas». Participaron 5 parejas de rostros y artistas, que representaron escenas de famosas películas. Las parejas fueron: - Angie Jibaja y Luis Mateucci («El bar del pecado») - Francisca Merino y Eyal Meyer («El salón del amor») (finalistas) - Ingrid Parra y Thiago Cunha («La oficina del deseo») (finalistas) - Gala Caldirola y Joaquín Méndez («Tentación japonesa») (ganadores) - Paula Bolatti y Rafael Olarra («Amor en tiempos de campo») El jurado lo integraron Jean Philippe Cretton, Patricia Maldonado y Andrés Caniulef, quienes seleccionaron a tres parejas para la final, quienes tuvieron que hacer una escena de la película Sexo con amor. La pareja ganadora fue la más votada a través de la Aplicatón. Paralelamente a estos segmentos se realizó el Telecarpool, inspirado en el Carpool Karaoke de James Corden; fue presentado por Sergio Lagos, quien recorrió en un automóvil diferentes puntos de Santiago, trasladando a artistas y animadores a los diferentes eventos de Teletón, y visitando las sucursales del Banco de Chile, llegando finalmente a la Vega Central, donde se preparó una gran «Consometón». - Presentaciones musicales: - «La Trilogía de la Cumbia» (con Combo Tortuga, Tomo como Rey y Sepamoya) — Medley («Soy feo pero rico», «Soltero», «Galeón español») - Garras de Amor — Medley («Gotitas de lluvia», «Bailalo») |
| 06:50 - 12:35                          | Mañana Teletón   | Comenzó con el «Amanecer de Chile» y los animadores, que transmitieron en vivo desde un escenario ubicado en el techo del Teatro Teletón. Se prepararon los desayunos a lo largo del país, y se realizó un evento especial en la comuna de Huechuraba, hasta donde se trasladó Don Francisco, para sentarse a la mesa y compartir el inicio de la jornada. Posteriormente se realizó el tradicional bloque infantil desde el Teatro Caupolicán a cargo de Eduardo Fuentes y Karol Lucero. El bloque finalizó con la «Radiotón» con los éxitos de los años 1980, presentado por Rodrigo Goldberg y Marcelo Barticciotto (Radio Cooperativa), Alberto Jesús López (ADN Radio), Spider G (Radio Activa), Matilda Svensson (Radio La Clave), Esther Mendoza (Radio Disney Chile), Karol Lucero (Radio Carolina). Además durante en este bloque se efectuó la gran Maratón en la Alameda; y las tareas Teletón: Asadotón y los buenos deseos de Unimarc, y el reciclaje y las «27 toneladas de amor» de CCU. También presentaron los 4 ganadores de "Talento Teletón" que fueron seleccionados en la gira y cuyo ganador fue el que el público decidió a través de la Aplicatón. Los nominados fueron: - Talento Teletón: - Rosario Cea (Concepción, 58%) - Grupo Tentazion (Talca, 28%) - Jonathan García (Copiapó, 3%) - Los Patanegra (La Serena, 11%) - Presentaciones musicales/artísticas: - Los Viking's 5 — Medley («De Coquimbo soy», «Se va la vida», «Vagabundo») - Mario Guerrero y Leo Rey — «Hijo del sol luminoso» - Alkilados — «Una cita» (Teatro Caupolicán) - Toco Para Vos — «Solo necesito» (Teatro Caupolicán) - Cantando Aprendo a Hablar-La banda de Cantando Aprendo a Hablar. (Teatro Caupolicán) - Diego Topa (Teatro Caupolicán) - El Circo de Pastelito y Tachuela Chico (Teatro Caupolicán) - Paty Cantú — «Amor, amor» - «Radiotón» - La Otra Fe — «La voz de los 80», «La muralla verde» - Simoney Romero — «Mi vida vale más», «Demoliendo hoteles» - Leandro Martínez — «Nada personal», «Un nuevo baile» - Carolina Soto — «Siempre fuiste mi amor», «Material Girl» - Álvaro Véliz — «Mentira», «Beat It» - Lucía Covarrubias — «El hombre que yo amo», «Creo que te quiero» |
| 12:40 - 13:32                          | Mediodía Teletón | Segmento de intermedio donde hubo donaciones y se mostraron algunas historias de esfuerzo y superación para motivar a los chilenos a colaborar con la campaña solidaria. - Presentaciones musicales: - Paloma Soto, Consuelo Schuster, Francisca Sfeir — Medley mix juvenil - Hueso Carrizo — «My candy favorito» |
| 13:35 - 14:11                          | Noticias Teletón | Bloque de noticias con Constanza Santa María (Canal 13), Juan Manuel Astorga (TVN), Priscilla Vargas (Mega) y Humberto Sichel (Chilevisión) desde el estudio de Teletrece de Canal 13 con las últimas informaciones de Chile y del mundo, y de lo que estaba ocurriendo con respecto a la jornada solidaria. |
| 14:15 - 17:05                          | Tarde Teletón    | Se efectuó la «Olimpiatón» desde el Teatro Caupolicán, conducida por Karen Doggenweiler y Matías del Río. Conocidos rostros, artistas y animadores se unieron a famosos deportistas para competir en diversas disciplinas deportivas: - Levantamiento de pesas (60 y 75 kg): Michael Murtagh, Mariano Brozincevic, Gonzalo Egas. - 100 metros «guatones»: Gustavo Becerra, Kurt Carrera, Nachito Pop, Rodrigo Salinas, Pancho del Sur. - Gimnasia rítmica: Isidora Urrejola, Mayte Rodríguez, Loreto Aravena. - 100 metros planos hombres: Polo Ramírez, Cristián Sánchez, César Sepúlveda, Raimundo Alcalde, Amaro Gómez-Pablos. - Salto: Matías Assler, Miguel «Serrucho» Valenzuela, Gonzalo Valenzuela, Rafael Araneda. - 100 metros planos mujeres: Francisca "Kika" Silva, Nicole Moreno, María Gracia Omegna, Gianella Marengo, Emilia Daiber. El jurado estuvo integrado por los deportistas y gimnastas Tomás González, Natalia Duco, Claudia Perelman, Juan Carlos Garrido y María Fernanda Valdés. En este horario se realizó la «Zumbatón», que este año esperaba reunir más de 14 mil bailarines para superar el récord mundial, y se seguía desarrollando la «Asadotón». Cabe mencionar que Cristián Sánchez tuvo un accidente durante el evento de los 100 metros planos hombres, por lo que se retiró de la cruzada en busca de asistencia médica. - Presentaciones musicales: - Kudai — Medley («Ya nada queda», «Escapar», «Sin despertar») - Johnny Sky — «With or Without You» (Teatro Caupolicán) |
| 17:08 - 20:00                          | Estelar          | Último bloque desde el Teatro Teletón. Mario Kreutzberger con los demás animadores intentaron motivar a los chilenos a cooperar con la cruzada. Se exhibieron las últimas historias de esfuerzo y superación y se entregaron las últimas donaciones en el teatro; y entre las historias se conoció la vida del niño símbolo, Vicente Jopia. Se realizaron contactos con Diana Bolocco y José Miguel Viñuela desde el Estadio Nacional Julio Martínez Prádanos para "calentar el ambiente" en la previa al bloque de cierre en el recinto deportivo. El segmento finalizó con la entrega del último cómputo en el teatro a las 20:57 horas, el cual fue de $15 639 754 576, siendo la segunda vez en la historia del evento en lograr superar la barrera de los 15 mil millones antes de las 21:00 horas. - Presentaciones musicales: - Bafochi con Inti-Illimani Histórico — Medley («La negra Tomasa», «Samba landó») - Madvana — «Bailarinas» (Estadio Nacional) - Luciano Pereyra — «Enséñame a vivir sin ti» - María Colores — «Me gusta la vida» - Rigeo — «La sin nombre» - Los del Río — «Macarena» (Estadio Nacional) - Nahuel Pennisi — «Primavera» |
| Noticieros de cada canal (20:00-22:00) |                  | |
| 22:00 - 00:00                          | Cierre           | Bloque de clausura que se realizó en el Estadio Nacional Julio Martínez Prádanos en donde estuvieron presentes todos los animadores y artistas que han estado durante la jornada solidaria. En la conducción estuvieron Katherine Salosny, Rafael Araneda, Cecilia Bolocco, Luis Jara, Tonka Tomicic, Karen Doggenweiler y Martín Carcamo. El bloque final se inició con la música de Jorge González, y continuó con las palabras de Don Francisco motivando a los chilenos a colaborar en las horas finales de la cruzada solidaria. También se presentó el comediante Stefan Kramer con una rutina de imitaciones en vivo y un vídeo con tres imitaciones inéditas: Emilio Sutherland, Francisco Saavedra y Rafael Garay. Además se entregaron las últimas donaciones y los últimos cómputos. Nuevamente el empresario José Nazar se hizo presente con una donación de $650 000 000. Iris Fontbona, viuda de Andrónico Luksic nuevamente hizo una donación correspondiente a $4 400 000 000, la más alta en toda la historia de la Teletón. A las 00:52 h se entregó el cómputo final: $32 040 179 848. Luego de la presentación de Gente de Zona, y acompañado de un show pirotécnico, concluyó la vigésima octava versión de esta campaña. - Presentaciones musicales: - Jorge González con Roberto Márquez, Manuel García (cantautor), Pedropiedra, Javiera Mena y Gonzalo Yáñez — «Fe» - J Balvin — «Ginza», «Safari» - Augusto Schuster — «Lloré», «Me enamoré» - Franco de Vita — «Te amo», «Buen perdedor», «Pídeme», «Tu de que vas», «No basta» - Megapuesta — Medley («Quédate aquí», «Extrañandonte, «Dámelo», «Te deseo») - Cachureos — «Congelao» (Mannequin Challenge) - Denise Rosenthal — «Cambio de piel», «I Wanna Give My Heart» - Río Roma — «Mi persona favorita», «Te quiero mucho» - Power Peralta — «Uptown Funk» (Baile) - Jordan y Canela — «Dos hombres y un destino», Medley («Y que pasó?», «Fuera?», «Ahora regresas», «Me gusta todo de ti», «Debería odiarte», «Llámame») - Prince Royce — «Corazón sin cara», «La carretera» - Gonzalo Yáñez, Natalino, Mario Guerrero y Consuelo Schuster — «El abrazo de Chile» - Gente de Zona — «Yo quiero», «La gozadera»           |

## Recaudación

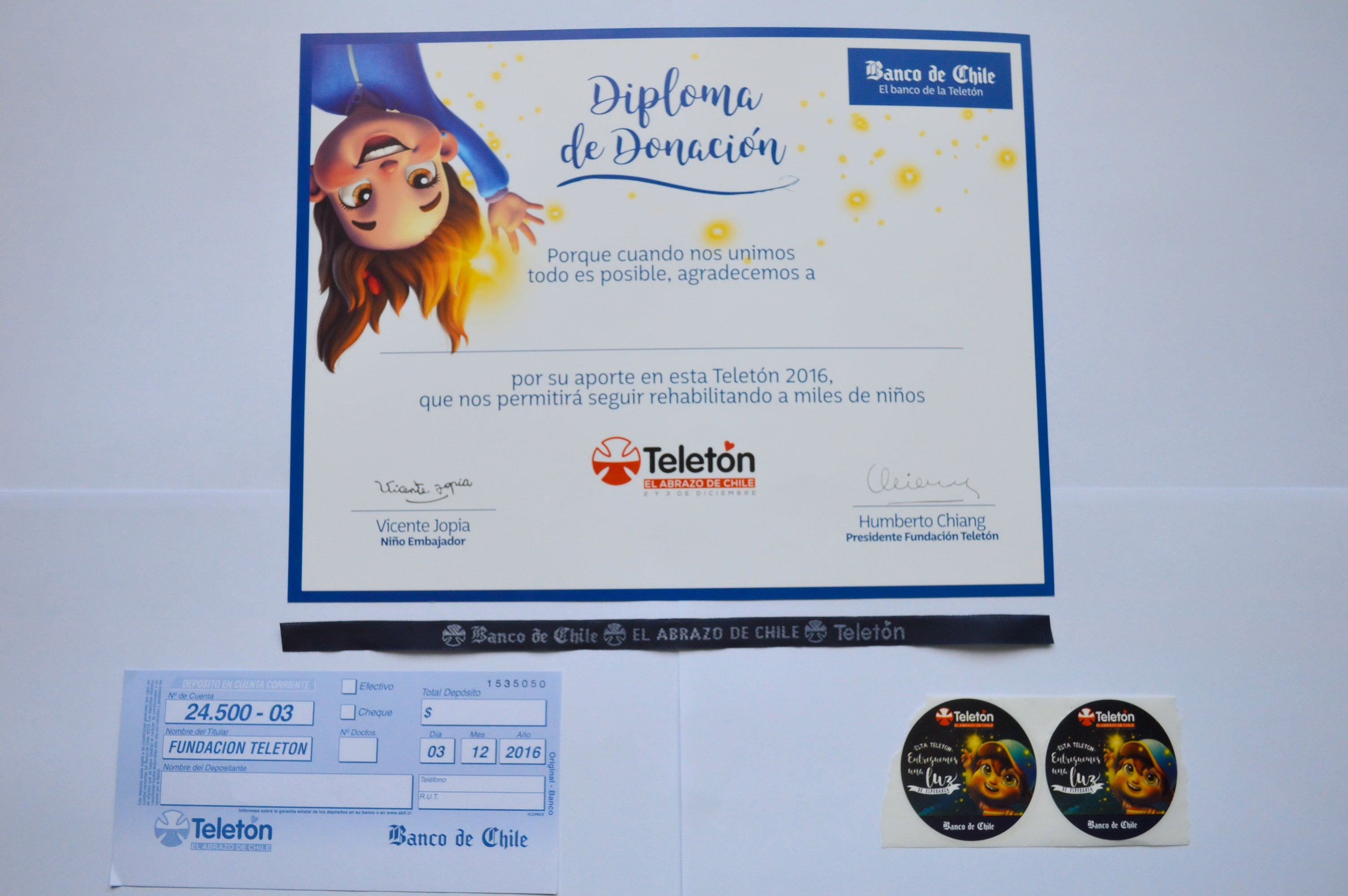
Comprobante de depósito, autoadhesivo, pulsera y diploma de donación de la Teletón 2016

### Cómputos parciales
Por segundo año consecutivo, y tal como se hizo desde 1978 hasta 2003, se utilizó el sistema tradicional en cuanto a las donaciones de las empresas auspiciadoras, es decir, la donación de cada auspiciador ingresa en el cómputo solamente cuando la empresa se presenta en el escenario del Teatro Teletón o en el Estadio Nacional.
| Hora            | Monto en pesos   | % meta   | Monto en dólares | Monto en euros  |
| --------------- | ---------------- | -------- | ---------------- | --------------- |
| 22:55           | $ 1 328 430      | < 0,01 % | $ 1982,96        | € 1859,88       |
| 23:52           | $ 1 372 206 656  | 4,48 %   | $ 2 048 301,98   | € 1 921 169,24  |
| 02:09           | $ 2 523 844 911  | 8,25 %   | $ 3 767 360,05   | € 3 533 529,87  |
| 06:45           | $ 3 594 267 798  | 11,75 %  | $ 5 365 187,39   | € 5 032 184,26  |
| 08:39           | $ 3 941 977 282  | 12,88 %  | $ 5 884 215,65   | € 5 518 997,79  |
| 12:34           | $ 4 788 811 460  | 15,65 %  | $ 7 148 290,64   | € 6 704 614,96  |
| 13:31           | $ 5 123 979 070  | 16,74 %  | $ 7 648 597,56   | € 7 173 869,13  |
| 16:35           | $ 6 511 426 025  | 21,28 %  | $ 9 719 548,83   | € 9 116 375,68  |
| 18:38           | $ 9 136 770 508  | 29,86 %  | $ 13 638 517,96  | € 12 792 010,86 |
| 20:03           | $ 11 477 118 364 | 37,5 %   | $ 17 131 970,74  | € 16 068 634,16 |
| 20:57           | $ 15 639 754 576 | 51,11 %  | $ 23 345 565,43  | € 21 896 567,30 |
| 22:30           | $ 18 646 569 241 | 60,93 %  | $ 27 833 857,63  | € 26 106 282,96 |
| 23:19           | $ 21 797 438 515 | 71,23 %  | $ 32 537 181,11  | € 30 517 683,46 |
| 23:50           | $ 24 148 441 300 | 78,91 %  | $ 36 046 538,56  | € 33 809 224,28 |
| 00:40           | $ 31 199 310 574 | 101,95 % | $ 46 571 417,91  | € 43 680 851,93 |
| 00:52           | $ 32 040 179 848 | 104,7 %  | $ 47 826 589,06  | € 44 858 117,88 |
| 29 de diciembre | $ 36 079 639 839 | 117,9 %  | $ 53 856 317,79  | € 50 513 597,14 |

### Aportes de empresas auspiciadoras
En esta versión fueron 24 los auspiciadores de la campaña:
| Empresa                   | Giro                     | Monto en pesos                    | Monto en dólares                  | Monto en euros                    |
| ------------------------- | ------------------------ | --------------------------------- | --------------------------------- | --------------------------------- |
| Banco de Chile            | Banco                    | $ 1 300 000                       | $ 1 940 518,63                    | € 1 820 075,72                    |
| Babysec                   | Pañales                  | $ 482 000                         | $ 719 484,60                      | € 674 828,07                      |
| Cotidian                  | Pañales para adultos     | $ 482 000                         | $ 719 484,60                      | € 674 828,07                      |
| LadySoft                  | Toallas femeninas        | $ 482 000                         | $ 719 484,60                      | € 674 828,07                      |
| Nova                      | Papel absorbente         | $ 482 000                         | $ 719 484,60                      | € 674 828,07                      |
| Aceite Belmont            | Aceite                   | $ 152 268 656                     | $ 227 292,43                      | € 213 184,99                      |
| watts                     | Néctar                   | $ 152 268 656                     | $ 227 292,43                      | € 213 184,99                      |
| Bilz Pap                  | Gaseosa                  | $ 808 498 142                     | $ 1 206 850,54                    | € 1 131 944,49                    |
| Cachantún                 | Agua mineral             | $ 808 498 142                     | $ 1 206 850,54                    | € 1 131 944,49                    |
| Cerveza Cristal           | Cerveza                  | $ 808 498 142                     | $ 1 206 850,54                    | € 1 131 944,49                    |
| Cannes                    | Alimentos para perros    | $ 154 200 000                     | $ 230 175,36                      | € 251 888,98                      |
| Claro                     | Telecomunicaciones       | $ 323 224 013                     | $ 482 478,63                      | € 452 532,44                      |
| Colún                     | Productos lácteos        | $ 190 898 149                     | $ 284 954,93                      | € 267 268,53                      |
| Copec primera en servicio | Gasolinera               | $ 375 000                         | $ 559 764,99                      | € 525 021,84                      |
| Daily Gotas               | Edulcorante              | $ 140 357 890                     | $ 209 513,15                      | € 196 509,22                      |
| Huawei                    | Teléfonos inteligentes   | $ 165 000                         | $ 246 296,59                      | € 231 009,61                      |
| LATAM Airlines            | Aerolínea                | $ 260 600 000                     | $ 388 999,39                      | € 364 855,18                      |
| Omo                       | Detergentes              | $ 170 000                         | $ 253 760,13                      | € 238 009,90                      |
| Ripley                    | Tiendas por departamento | $ 250 000                         | $ 373 176,66                      | € 350 014,56                      |
| Sodimac                   | Tienda de retail         | No anunciada. Ver «Controversias» | No anunciada. Ver «Controversias» | No anunciada. Ver «Controversias» |
| Soprole                   | Productos lácteos        | $ 280 000                         | $ 417 957,86                      | € 392 016,31                      |
| Superior                  | Bolsa de basura          | $ 350 000                         | $ 522 447,32                      | € 490 020,38                      |
| Té Supremo                | Té                       | $ 350 000                         | $ 522 447,32                      | € 490 020,38                      |
| Tapsin                    | Farmacéutica             | $ 141 000                         | $ 210 471,64                      | € 197 408,21                      |
| Total                     | Total                    | $ 5 543 046 850                   | $ 8 274 142,81                    | € 7 760 588,43                    |

### Tareas
La tareas de esta versión fueron las siguientes:
| Empresa        | Descripción | Estado   |
| -------------- | --- | -------- |
| CCU            | CCU invitó a ser parte de las "27 toneladas de amor" realizada con el apoyo del Ministerio del Medio Ambiente. De cumplir la meta, CCU entregaría un importante aporte adicional a la Teletón. A las 22:20 h se recolectaron 42 toneladas. | Cumplida |
| Banco de Chile | "Corrida Teletón Banco de Chile", una corrida de 6,5K que se realizó en el centro de Santiago. El fin de esta acción fue invitar a la comunidad a participar y motivarlos a ser parte de esta tarea, con el objetivo de conseguir 10 000 corredores. De esta manera, Banco de Chile incrementará su aporte en el Estadio Nacional. La corrida comenzó a las 10:00 h del sábado 3 en la Alameda, frente al Palacio de La Moneda. Culminó pasada las 11:30 h. y se logró pasar la meta con más de 12 000 corredores. | Cumplida |
| Unimarc        | Se invitó a todos a dejar sus buenos deseos para los niños de la Teletón en los supermercados Unimarc del país. Aunque el aporte ya está comprometido, se aumentará la donación si se consiguia la mayor cantidad de buenos deseos, cosa que durante la tarde del sábado se logró. | Cumplida |

### Subastas
Las subastas que se hicieron fueron:
| Objeto                                                                                     | Mayor oferta |
| ------------------------------------------------------------------------------------------ | ------------ |
| Guitarra Signature Ibanez firmada por Pat Metheny                                          | $ 1 225 000  |
| Camiseta selección chilena de Claudio Bravo de la Final de la Copa América 2015            | $ 4 160 000  |
| Huawei P9 autografiado por Alexis Sánchez                                                  | $ 1 950 000  |
| Camiseta de Universidad Católica autografiada talla M                                      | $ 525 000    |
| Camiseta de la selección chilena Campeón de América 2016 autografiada por Marcelo Díaz #21 | $ 1 000      |
| Camiseta de Universidad de Chile autografiada #17                                          | $ 625 000    |
| Camiseta de Everton de Viña del Mar autografiada                                           | $ 250 000    |
| Camiseta de la selección chilena autografiada visitante #20                                | $ 925 000    |
| Camiseta de Universidad Católica autografiada talla S                                      | $ 500 000    |
| Polera de Nicolás Massú autografiada                                                       | $ 275 000    |
| Teletín autografiado por Ricky Martin                                                      | $ 460 000    |
| Camiseta de la selección chilena Campeón de América 2016 autografiada #19                  | $ 725 000    |
| Camiseta de la selección paraguaya autografiada                                            | $ 475 000    |
| Camiseta de la Lazio autografiada por Marcelo Salas                                        | $ 1 000      |
| Camiseta portero de Santiago Wanderers autografiada                                        | $ 325 000    |
| Camiseta de Universidad de Chile autografiada #13                                          | $ 575 000    |
| Camiseta de Club Social y Deportivo Colo-Colo autografiada #20                             | $ 775 000    |
| Short selección chilena de Gary Medel                                                      | $ 750 000    |
| Camiseta de Club Social y Deportivo Colo-Colo autografiada #8                              | $ 725 000    |
| Camiseta de Palmeiras campeón Brasileirão 2012 autografiada por Jorge Valdivia             | $ 650 000    |
| Camiseta de Palestino autografiada por todo el plantel #10                                 | $ 850 000    |
| Camiseta de Audax Italiano visitante con dedicatoria al Chapecoense #23                    | $ 650 000    |
| Camiseta de Unión Española autografiada por todo el plantel #15                            | $ 450 000    |
| Camiseta de la selección chilena 2007 #7                                                   | $ 400 000    |
| Cuadro de Emilia Santamaría, teleserie Tic tac, donado por Leonor Varela                   | $ 580 000    |
| Pintura de niños de la Teletón                                                             | $ 750 000    |
| Medalla de oro de Copa América Centenario donado por Gary Medel                            | $ 5 070 000  |
| Camiseta de la selección chilena Campeón de América 2016 de Gary Medel                     | $ 2 430 000  |
| Camiseta de la selección chilena Campeón de América 2016 autografiada por Mauricio Isla    | $ 780 000    |
| Camiseta del Manchester City FC que ocupa Claudio Bravo                                    | $ 600 000    |
| Chaqueta de Francisco López                                                                | $ 560 000    |
| Casco de Jeremías Israel                                                                   | $ 425 000    |
| Chaqueta de Ignacio Casale Campeón Dakar 2014                                              | $ 700 000    |
| Total aporte de subastas                                                                   | $ 32 140 000 |

## Posibilidad de Teletón en 2017
Debido a la complicada campaña y la necesidad de mantener un flujo de ingresos constante, la Fundación Teletón evaluó la posibilidad de realizar una edición a mediados de 2017 denominada «Teletón de invierno», año en que se realizarán elecciones presidencial y parlamentarias. Sin embargo, la directora ejecutiva de la fundación Ximena Casajeros descartó de plano realizar la campaña el año siguiente:

«Soy más partidaria de hacer una Teletón, moverla de fecha y ver qué significa y qué riesgos implica, en términos de la respuesta del público. No competimos con nadie y no creo que la campaña presidencial nos presente un conflicto. No hay conflicto. Obviamente las elecciones son fundamentales, pero la Teletón está tan consolidada como obra que tiene un espacio en el corazón de Chile y en los medios de comunicación».
Ximena Casarejos, Diciembre 2016.

No obstante, en marzo de 2017 Don Francisco confirmó que se realizaría la campaña en plena elección presidencial, algo inédito en su historia.

## Controversias
Los trabajadores de la empresa Homecenter Sodimac, auspiciadora de la Teletón, iniciaron una huelga legal el 9 de noviembre, en medio de la campaña previa al evento televisivo. Mario Kreutzberger, consultado por los efectos de la huelga en la Teletón, dijo escuetamente que «cualquier huelga preocupa» y que «para mí siempre es importante que se solucionen todos los conflictos». Posteriormente profundizó en el conflicto, afirmando que «a la Teletón le repercute cualquier cosa negativa en el país», y valoró el aporte de la empresa y sus trabajadores en ediciones pasadas. En los días previos al evento televisivo, el sindicato de Sodimac anunció posibles funas en las inmediaciones del Teatro Teletón, las cuales no se materializaron. El 3 de diciembre la huelga de Sodimac aún se mantenía vigente, y la donación de la empresa —que solía realizarse en la clausura del evento en el Estadio Nacional— no se realizó en la transmisión televisiva.